# Uperodon palmatus
Uperodon palmatus es una especie de anfibio anuro de la familia Microhylidae. Es endémica de la zona montañosa del centro de Sri Lanka, en altitudes de entre 1400 y 2135 m. Habita en bosques de montaña y puede encontrarse tanto en el suelo como en los árboles. Ponen sus huevos en pequeñas charcas de agua poco profunda y se cree que también quizás usen agujeros llenos de agua en los árboles, como otras especies de su género.
Se encuentra en peligro de extinción debido a la pérdida y degradación de su hábitat natural en su reducida área de distribución y al cambio climático.